# Neobuxbaumia multiareolata
Neobuxbaumia multiareolata là một loài thực vật có hoa trong họ Cactaceae. Loài này được (E.Y. Dawson) Bravo, Scheinvar & Sánchez-Mej. mô tả khoa học đầu tiên năm 1972.